# Eucalymnatus hempeli
Eucalymnatus hempeli är en insektsart som beskrevs av Costa Lima 1923. Eucalymnatus hempeli ingår i släktet Eucalymnatus och familjen skålsköldlöss. Inga underarter finns listade i Catalogue of Life.